# علجوم قدم المجرفة الأمريكي
علاجيم قدم المجرفة الأمريكية (الاسم العلمي: Scaphiopodidae)، فصيلة ضفادع توجد في أمريكا الشمالية. وهي فصيلة صغيرة، تضم سبعة أنواع.